# 川成洋
川成 洋（かわなり よう、1942年5月8日 - ）は、日本の英文学者、スペイン史学者、評論家、翻訳家。
社会学博士（一橋大学・論文博士・2003年）（学位論文「スペイン内戦を戦ったイギリス人義勇兵の研究 - ケンブリッジの若き文士たちを中心にして」）。
法政大学名誉教授。2022年瑞宝中綬章受章。

## 経歴
北海道生まれ。1966年北海道大学文学部卒業、1969年東京都立大学英文学専攻大学院修士課程修了、ロンドン大学・ケンブリッジ大学客員研究員を経て1977年より法政大学理工学部教授。2003年学位論文「スペイン内戦を戦ったイギリス人義勇兵の研究 - ケンブリッジの若き文士たちを中心にして」で一橋大学より社会学博士の学位を取得。2013年定年、名誉教授。2022年、瑞宝中綬章受章。
当初は英文学を専攻していたが、スペイン内戦に深い関心を持ち、著書、訳書多数。また評論家としても活躍、図書や古書店に関する著作や、大学の腐敗を指弾した『大学崩壊!』などの著作で知られる。

## 著書
- 『スペインへの道』（れんが書房新社） 1983
- 『スペイン未完の現代史』（彩流社） 1985、増補版1991
- 『青春のスペイン戦争 ケンブリッジ大学の義勇兵たち』（中公新書） 1985
  - 改題『スペイン戦争青春の墓標 ケンブリッジの義勇兵たちの肖像』（東洋書林） 2003
- 『スペイン幻想物語』（グラフィック社） 1986
- 『スペイン通信 自由への闘い』（三修社） 1986
- 『スペイン三都物語 マドリッド・バルセロナ・セビーヤ』（グラフィック社） 1988
- 『スペイン戦争 ジャック白井と国際旅団』（朝日選書） 1989
  - 改題『ジャック白井と国際旅団 スペイン内戦を戦った日本人』（中公文庫） 2013
- 『スペイン読書ノート』（南雲堂） 1989
- 『スペイン雑記』（南雲堂） 1990
- 『スペイン 光と影の出会い』（教育社） 1991
- 『幻のオリンピック』（筑摩書房、ちくまプリマーブックス） 1992
- 『スペイン国際旅団の青春 スペイン内戦の真実』（福武書店） 1992
  - 改題『スペイン内戦 政治と人間の未完のドラマ』（講談社学術文庫） 2003
- 『スペイン その民族とこころ』（悠思社） 1992
- 『だから教授は辞められない 大学教授解体新書』（ジャパンタイムズ） 1995
- 『本が語る現代』（丸善ライブラリー） 1996
- 『だけど教授は辞めたくない』（ジャパンタイムズ） 1996
- 『イギリスに学ぶ』（南雲堂フェニックス） 1997
- 『人生をかえる本もあった 愛書家のすすめ』（三一書房） 1997
- 『大学崩壊!』（宝島社新書） 2000
- 『書林探訪 味読、乱読、精読のすすめ 書評集』（行路社） 2000
- 『スペイン歴史の旅』（人間社） 2002
- 『紳士の国のインテリジェンス』（集英社新書） 2007
- 『英国スパイ物語』（中公選書） 2018
- 『スペイン通史』（丸善出版、シリーズコンパクトヒストリア） 2020
- 『スペイン内戦と人間群像』（人間社） 2023

### 共著・編著
- 『資料三〇年代日本の新聞報道 スペイン戦争の受容と反応』（編著、彩流社） 1982
- 『素顔のスペイン』（石原孝哉共著、三修社） 1983
- 『ロンドン歴史の横道』（石原孝哉共著、三修社） 1984
- 『イギリス人の故郷』（石原孝哉共著、三修社） 1984
- 『英語おもしろ知識 英米人のアタマの構造を知る本』（吉岡栄一共著、三修社） 1985
- 『新スペイン内戦史』（渡部哲郎共著、三省堂選書） 1986
- 『それぞれのスペイン 1941から半世紀』（中西省三共編、山手書房新社） 1991
- 『やさしいスペイン語会話』（渡部哲郎共著、南雲堂フェニックス） 1991
- 『図説・スペインの歴史』（中西省三共編、河出書房新社） 1992
- 『スペイン讃歌』（渡部哲郎共編、春秋社） 1992
- 『世界の古書店』全3巻（編、丸善ライブラリー） 1994 - 1996
- 『ロンドン歴史物語』（石原孝哉共著、丸善ライブラリー） 1994
- 『日本におけるスペイン内戦報道 『神奈川新聞』を中心にして』（島田顕共著、れんが書房新社） 1995
- 『世界の美術館 美をめぐる26の旅』（編著、丸善ライブラリー） 1997
- 『スペインの政治 議会君主制の「自治国家」』（奥島孝康共編、早稲田大学出版部） 1998
- 『ガルシア・ロルカの世界』（坂東省次, 本田誠二共編、行路社） 1998
- 『世界の博物館 知と技の宝庫を訪ねて』（編著、丸善ライブラリー） 1999
- 『スペイン学を学ぶ人のために』（牛島信明, 坂東省次共編、世界思想社） 1999
- 『スペインと日本 ザビエルから日西交流の新時代へ』（坂東省次共編、行路社） 2000
- 『バルセロナ散策』（坂東省次共編、行路社） 2001
- 『南スペイン・アンダルシアの風景』（坂東省次共編、丸善ブックス） 2005
- 『スペインと日本人』（福岡スペイン友好協会監修、坂東省次共編、丸善ブックス） 2006
- 『スペイン内戦とガルシア・ロルカ』（坂東省次, 小林雅夫, 渡部哲郎, 渡辺雅哉共編、南雲堂フェニックス） 2007
- 『現代スペイン読本 知っておきたい文化・社会・民族』（坂東省次共編、丸善） 2008
- 『スペイン検定 あなたが知っている、知らないスペインの四択・百問』（坂東省次共編著、南雲堂フェニックス） 2008
- 『日本・スペイン交流史』（坂東省次共編、れんが書房新社） 2010
- 『文学の万華鏡 英米文学とその周辺』（山本長一, 吉岡栄一共編、れんが書房新社） 2010
- 『イギリス検定 あなたが知っている、知らないイギリスの四択・百問』（石原孝哉, 市川仁共編著、南雲堂フェニックス） 2011
- 『スペイン文化事典』（坂東省次共編、丸善） 2011
- 『英米文学の風景』（鏡味國彦, 齊藤昇共編著、文化書房博文社） 2012
- 『現代イギリス読本』（長尾輝彦共編、丸善出版） 2012
- 『ロンドンを旅する60章』（石原孝哉共編著、明石書店、エリア・スタディーズ） 2012
- 『スペイン王権史』（坂東省次, 桑原真夫共著、中公選書） 2013
- 『英米文学にみる仮想と現実 シェイクスピアからソロー、フォークナーまで』（吉岡栄一共編、彩流社） 2014
- 『マドリードとカスティーリャを知るための60章』（下山静香共編著、明石書店、エリア・スタディーズ） 2014
- 『スペイン文化読本』（丸善出版） 2016
- 『イギリスの歴史を知るための50章』（明石書店、エリア・スタディーズ） 2016
- 『英米文学に描かれた時代と社会 シェイクスピアからコンラッド、ソロー』（吉岡栄一, 伊澤東一共編、悠光堂） 2017
- 『スペイン内戦〈一九三六～三九〉と現在』（渡辺雅哉, 久保隆共編著、ぱる出版） 2018
- 『ハプスブルク事典』（編者代表、菊池良生, 佐竹謙一, 大津留厚共編、丸善出版） 2022

## 翻訳
- 『21世紀 これが君たちの未来だ』（D・S・ハラシイ、日本生産性本部） 1970
- 『自我の反逆 現代欧米小説論』（ライオネル・トリリング、中村幸雄共訳、泰文堂） 1974
- 『スペインの十字軍』（ジェイスン・ガーニイ、大西洋三共訳、東邦出版社） 1977
- 『彷徨と混迷の時代 一九三〇年代の政治と文学』（ジュリアン・シモンズ、中島時哉共訳、朝日出版社） 1977
- 『アメリカ革命と黒人』（ベンジャミン・クアレルズ、小山起功共訳、国書刊行会） 1979
- 『スペイン戦争』（J・ギブス、れんが書房新社） 1981
- 『スペインの義勇兵』（ジョン・ソマーフィールド、彩流社） 1981
- 『自由な女 スペイン革命下の女たち』（マリー・ナッシュ、長沼裕子共訳、彩流社） 1983
- 『子供たちのスペイン戦争』（T・パミエス、関哲行共訳、れんが書房新社） 1986
- 『父を求めてスペインへ 少年義勇兵のスペイン戦争』（ジェイムス・ワトソン、人間の科学社） 1986
- 『D・H・ロレンスとシモーヌ・ヴェーユ』（リチャード・リース、並木慎一共訳、白馬書房） 1987
- 『スペイン国際旅団 イギリス人大隊長従軍記』（トム・ウィントリンガム、大西哲共訳、彩流社） 1989
- 『ノスタルジア1930's』（マイケル・アングロ、佐藤恭三共訳、PMC出版） 1991
- 『アイザック・アシモフの世界の年表』（アイザック・アシモフ、丸善） 1997
- 『スパイ 盗聴、盗撮から、暗号の解読、秘密兵器まで知られざるスパイの実像に迫る』（リチャード・プラット、同朋舎、ビジュアル博物館） 1998
- 『十字軍大全 年代記で読むキリスト教とイスラームの対立』（エリザベス・ハラム、太田直也, 太田美智子共訳、東洋書林） 2006
- 『写真でみる探検の歴史』（ルパート・マシューズ、日本語版監修、あすなろ書房、「知」のビジュアル百科） 2008
- 『知られざる難破船の世界』（リチャード・プラット、日本語版監修、あすなろ書房、「知」のビジュアル百科） 2008
- 『世界武道格闘技大百科』（クリス・クルデリ、フル・コム共訳、東邦出版） 2010
- 『サンティアゴ巡礼の歴史 伝説と奇蹟』（ホセ・ラモン・マリニョ・フェロ、監訳、下山静香訳、原書房） 2012